# 大太刀

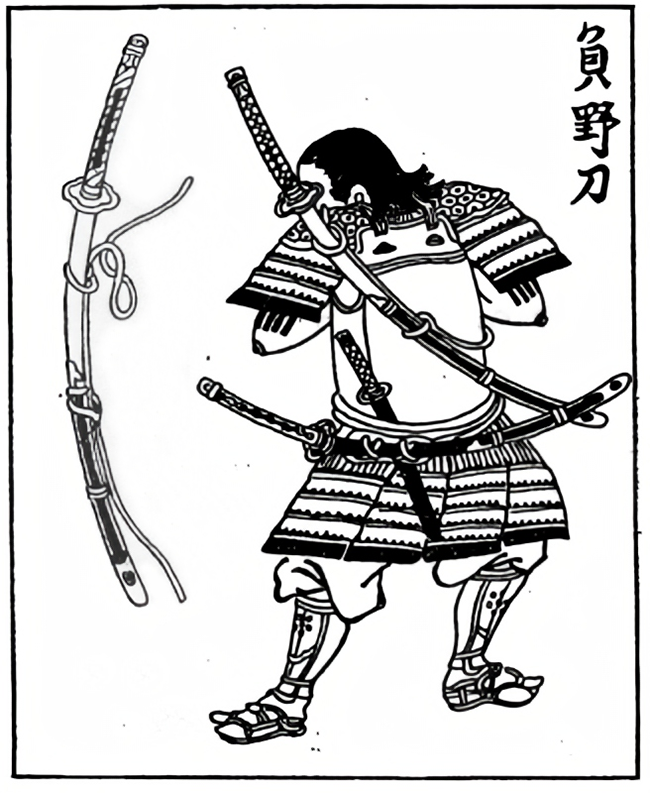

大太刀（日文：おおたち）為太刀的一種型式，一般稱呼上也可稱為「野太刀」。

## 簡介
一般都把刀身長達90公分以上的太刀稱為大太刀，和當時日本人的平均身高（150公分至165公分）對比下算是相當巨大的武器。大太刀通常都是背負在背後，不過若是180公分以上的人則會像打刀一樣別在腰間。
通常文獻中的大太刀指的是刀身150公分以上，而90公分以上則稱為野太刀。但是普通人都把大型的太刀叫做大太刀，而把野太刀當作別稱。

## 發展歷史
日本進入鎌倉時代後武家開始掌權，此時武器也成為武人炫耀腕力與豪氣的工具，因此刀身特別加長的太刀開始出現在戰場上。
大太刀的主要使用方式是騎在馬上然後快速衝向敵人，藉由座騎快速衝刺時的力道來斬殺敵方的步行士兵。由於大太刀太長太笨重，故大太刀只適合做為騎兵武器，不適合於單兵攜帶。
由於大太刀的長度與重量（2.5公斤到8公斤重）的關係，和太刀相同形狀且柄和刀身長度比也相同的大太刀在使用上相當不便。為了克服這點，於是開發刀身的一部分纏上劍繩的中卷野太刀，後來發展為長卷。
此後大太刀改成為了供奉於神社等處而製作，並因為長度的關係而分段打造後重新接合而成，實際上也不能當作武器使用（強度太弱的關係而無法揮動）。
而進入戰國時代後適合步戰的打刀開始流行，殘留下來的大太刀數量也不多。
曾與宮本武藏決鬥過的戰國時代著名劍豪佐佐木小次郎為歷史上少數善用野太刀的武術家。

## 長度
根據軍記物語《太平記》記載，許多大太刀其刀刃超過150公分，甚至有刀刃超過280公分以上的大太刀。
而現存的大太刀中，包含神社的供奉品、收藏德川幕府珍品的德川美術館所藏（柳生大太刀）、渡邊美術館等博物館收藏等等，其中被認定為重要文化財的新潟縣彌彥神社所藏的220公分大太刀為最長者。

## 倭刀
大太刀在明朝時傳入中國，被稱為倭刀、單刀或長刀。明朝末年，鄭成功軍中使用類似這種外型的刀，稱雲南斬馬刀。
因為名稱，造成在一般人的想像裡，大太刀是種能把騎士和馬一起砍成兩半的武器。但大太刀在戰場上並不是這樣使用的，它與中國斬馬刀相同，是用來掃擊馬腳，或是步兵腰部之用。

## 外部連結
- 新潟縣彌彥神社 彌彥文化財大太刀 （页面存档备份，存于）  此為目前所留最長的大太刀，刀刃長220.4公分，刀柄長101.8公分，全長322.2公分。